# Ditha pahangica
Espèce
Ditha pahangica est une espèce de pseudoscorpions de la famille des Tridenchthoniidae.

## Distribution
Cette espèce est endémique du Pahang en Malaisie. Elle se rencontre vers le Gunung Siku

## Description
Le mâle holotype mesure 1,1 mm.

## Étymologie
Son nom d'espèce lui a été donné en référence au lieu de sa découverte, le Pahang.

## Publication originale
- Beier, 1955 : A second collection of Pseudoscorpionidea from Malaya. Bulletin of the Raffles Museum Singapore, no 25, p. 38-46 (texte intégral).